# Мило, Рафи
Ра́фи Мило́ (ивр. רפי מילוא‎; полное имя: Рафаэ́ль Дави́д Ми́ло (ивр. רפאל דוד מילוא‎); род. 17 апреля 1972, Кфар-Йедидия, Израиль) — генерал-майор Армии обороны Израиля, нынешний Командующий Северным военным округом (с 13 августа 2025 года).

## Биография
Рафи Мило, сын Ури и Евы, родился и вырос в мошаве Кфар-Йедидия. Он назван в честь его дяди, майора Рафи Мило, офицера спецподразделения «Шайетет 13», погибшего в ходе операции «Эскорт» в сентябре 1969 года.
Начал службу в Армии обороны Израиля в августе 1990 года в спецподразделении ВМС «Шайетет 13». После завершения курса воинской подготовки в «Шайтете 13» он окончил курсы пехотных офицеров. Затем вернулся в «Шайтет 13», был назначен командиром взвода и служил там во время конфликта в Южном Ливане, а также во время операции «Сведение счётов».
В 1996 году после шестилетней службы был освобождён от действительной службы. Впоследствии он вернулся в часть в 1997 году. Позже он перешел в бригаду «Голани» и стал заместителем командира подразделения «Эгоз». После этого он служил командиром разведывательного подразделения Голани во время Второй интифады.
В 2003 году ему было присвоено звание подполковника, и он был назначен командиром 13-го батальона бригады «Голани» и прослужил в этой должности до ноября 2005 года. В ноябре 2005 года он командовал бригадой во время трансграничного рейда «Хезболлы» в 2005 году и участвовал в ликвидации одного из боевиков «Хезболлы». В том же месяце израильтянин, который занимался серфингом со скалы Манара, дрейфовал в сторону ливанской территории. Рафи Мило, который удерживал оборону в этом секторе со своим батальоном, прибыл на место происшествия и начал спасательную операцию под огнём «Хезболлы», после того как они тоже увидели пловца и подошел к нему, чтобы похитить, а он пересек забор и спас мирного жителя. За действия по предотвращению похищения гражданина и ухудшения ситуации с безопасностью на северной границе он был награждён благодарностью от командующего Северным командованием Уди Адама. В 2005 году он был назначен командиром истребительной эскадрильи Шайетет-13 и прослужил на этой должности до 2007 года. Руководил ею, в том числе, во Второй ливанской войне. Во время войны он возглавил основные силы в операции «Негевский лес». За участие в войне, в том числе в этой операции, командующий ВМФ Давид Бен-Бешт наградил его.
В 2008 году ему было присвоено звание полковника и он был назначен командиром бригады «Эциони», во время службы там он потерял персональный компьютер, на котором хранились секретные файлы и информация. Начальник штаба Габи Ашкенази определил в качестве наказания, что его назначение в 2010 году на должность командира Шайетет 13 будет отменено, а его возможное продвижение на эту должность будет отложено на два года. 25 августа 2010 года он был назначен командиром территориальной бригады «Барам», и занимал эту должность до июня 2012 года. 19 июня 2012 года он был назначен командиром Шайетет-13, на этой должности он служил до 2 июля 2014 года. По окончании службы он уехал учиться в Колледж национальной безопасности в Канаде.
29 июля 2015 года Рафи Мило было присвоено звание бригадного генерала и он был назначен командиром 80-й территориальной дивизии «Эдом», в которой он служил до 24 мая 2017 года. 18 июля 2017 года он был назначен командиром 91-й территориальной дивизии «Галилея». Во время службы на этой должности он руководил операцией «Северный щит». По окончании операции он решил самостоятельно и без согласования со своими командирами осмотреть другую сторону одного из туннелей «Хезболлы», самого большого из них, и прошёл во главе небольшого отряда вдоль туннеля до его конца, в деревне Рамия на юге Ливана. В результате руководитель аппарата Авив Кохави решил объявить ему выговор и отложить его повышение в должности до 2022 года. Он завершил свою работу 12 августа 2019 года. В октябре 2019 года он был назначен командующим Командно-штабным колледжем ЦАХАЛа.
В мае 2020 года он объявил, что намерен уйти со своей должности и уйти с военной службы, но в июле 2020 года он отказался от своего заявления и заявил, что не уйдет из ЦАХАЛа. 30 июня 2022 года ему было присвоено звание генерал-майора (Алуф), а 18 июля он приступил к исполнению обязанностей командующего Командованием тыла.
15 июля 2025 года министр обороны Исраэль Кац утвердил рекомендацию Начальника Генштаба генерал-лейтенанта Эяля Замира, назначить Мило Командующим Северным военным округом. 24 июля 2025 года Мило передал пост Комадующего Командованием тыла генерал-майору Шаю Клеперу. Мило вступил на должность 13 августа 2025 года, сменив на посту генерал-майора Ори Гордина.

## Личная жизнь
Женат, отец троих детей.